# Saison 2018-2019 de la PSA
Le PSA World Tour 2018-2019 est le circuit professionnel de tournois de squash organisé par l'association professionnelle de squash (PSA) pour la saison 2018. Les tournois les plus importants du circuit sont les championnats du monde masculin et féminin. Le circuit est constitué de trois catégories World Series, avec les plus importantes dotations en argent et en points, International and Challenger. En fin d'année, le circuit PSA World Series se conclut par le World Series Finals et le tournoi final PSA World Series à Dubaï, la fin de la saison world series pour les 8 meilleurs joueurs et joueuses au classement. 
Pour la saison 2018-2019, c'est un total de 93 tournois organisés. Le montant total des prix s'élève à 3 575 550 $.
À partir d'août 2018, PSA réorganise sa structure de circuits professionnels en deux circuits individuels : PSA World Tour et PSA Challenger Tour.
Le PSA World Tour (anciennement PSA World Series) comprend les tournois les plus importants en prix en argent (50 000 $ - 1 000 000 000 $) pour les joueurs plus expérimentés et mieux classés, y compris les championnats du monde PSA et les finales du PSA World Tour, étiquetés comme suit :
- PSA World Tour Platinum - tirages 48 joueurs - 169 000 $.
- PSA World Tour Gold - tirages au sort 24 joueurs - 120 500 $.
- PSA World Tour Argent - 24 joueurs - tirages au sort - 88 000 $.
- PSA World Tour Bronze - tirages au sort pour 24 joueurs - 51 250 $.

Les tournois du PSA Challenger Tour offrent un circuit de 5 500 $ à 30 000 $, un circuit idéal pour les joueurs moins expérimentés et les joueurs à venir, qui comprend les niveaux suivants :
- Tournée du PSA Challenger 30 - 28 000 $
- PSA Challenger Tour 20 - 18,000 $
- Tournée du PSA Challenger 10 - 11 000 $.
- PSA Challenger Tour 5 - 5 500 $.

De plus, PSA met en œuvre certains changements de règles comme la suppression des tours de qualification. De plus, 7 wildcards du Championnat du monde PSA sont attribués chaque année aux sept meilleurs joueurs du classement du PSA Challenger Tour. De plus, PSA et WSF gèrent conjointement PSA Satellite Tour, un circuit pour les joueurs amateurs ou juniors qui visent à devenir des joueurs professionnels.

## Calendrier 2018-2019

### Légendes
| Championnats du monde |
| PSA Platinum          |
| PSA Gold              |
| PSA Silver            |
| PSA Bronze            |

### 2018

#### Septembre
| Tournoi | Date                          | Champion                                               | Finaliste           | Demi-finalistes                    | Quart de finalistes                                          |
| --- | ----------------------------- | ------------------------------------------------------ | ------------------- | ---------------------------------- | ------------------------------------------------------------ |
| Open international de Nantes Nantes, France Homme : PSA Challenger 30 28 000 $ - tableau Femme : PSA Challenger 20 18 000 $ - tableau | 4-9 septembre 2018            | Declan James 2-11, 11-9, 5-11, 11-9, 11-9 (76 min)     | James Willstrop     | Zahed Salem Baptiste Masotti       | Lucas Serme George Parker Olli Tuominen Grégoire Marche      |
| Open international de Nantes Nantes, France Homme : PSA Challenger 30 28 000 $ - tableau Femme : PSA Challenger 20 18 000 $ - tableau | 4-9 septembre 2018            | Nele Gilis 4-11, 11-6, 6-11, 12-10, 11-6 (72 min)      | Emily Whitlock      | Lucy Turmel Fiona Moverley         | Julianne Courtice Nadine Shahin Alexandra Fuller Tinne Gilis |
| Open de Chine Shangaï, Chine Homme : PSA Gold 120 500 $ - tableau Femme : PSA Gold 120 500 $ - tableau                                | 5-9 septembre 2018            | Mohamed Abouelghar 11-8, 11-8, 11-8 (44 min)           | Paul Coll           | Simon Rösner Saurav Ghosal         | Joel Makin Abdulla Al-Tamimi Grégory Gaultier Raphael Kandra |
| Open de Chine Shangaï, Chine Homme : PSA Gold 120 500 $ - tableau Femme : PSA Gold 120 500 $ - tableau                                | 5-9 septembre 2018            | Raneem El Weleily 11-5, 8-11, 11-6, 11-5 (41 min)      | Camille Serme       | Nour El Sherbini Nour El Tayeb     | Nouran Gohar Joshna Chinappa Sarah-Jane Perry Nicol David    |
| Netsuite Open San Francisco, États-Unis Homme : PSA Gold 118 000 $ - tableau Femme : PSA Silver 88 000 $ - tableau                    | 27 septembre - 2 octobre 2018 | Ali Farag 11-9, 13-11, 4-11, 11-9 (64 min)             | Mohamed El Shorbagy | Karim Abdel Gawad Grégory Gaultier | Miguel A. Rodríguez Tarek Momen Simon Rösner Diego Elías     |
| Netsuite Open San Francisco, États-Unis Homme : PSA Gold 118 000 $ - tableau Femme : PSA Silver 88 000 $ - tableau                    | 27 septembre - 2 octobre 2018 | Sarah-Jane Perry 11-9, 11-7, 9-11, 7-11, 11-7 (57 min) | Raneem El Weleily   | Laura Massaro Annie Au             | Alison Waters Nicol David Camille Serme Joelle King          |

#### Octobre
| Tournoi | Date                         | Champion                                                  | Finaliste        | Demi-finalistes               | Quart de finalistes                                                 |
| --- | ---------------------------- | --------------------------------------------------------- | ---------------- | ----------------------------- | ------------------------------------------------------------------- |
| US Open Philadelphie, États-Unis Homme : PSA Platinum 169 000 $ - tableau Femme : PSA Platinum 169 000 $ - tableau | 6-13 octobre 2018            | Mohamed El Shorbagy 8-11, 11-8, 6-11, 11-8, 11-4 (73 min) | Simon Rösner     | Paul Coll Ali Farag           | Mohamed Abouelghar Tarek Momen Miguel Á. Rodríguez Grégory Gaultier |
| US Open Philadelphie, États-Unis Homme : PSA Platinum 169 000 $ - tableau Femme : PSA Platinum 169 000 $ - tableau | 6-13 octobre 2018            | Raneem El Weleily 11-6, 11-9, 11-8 (33 min)               | Nour El Sherbini | Camille Serme Tesni Evans     | Yathreb Adel Amanda Sobhy Sarah-Jane Perry Laura Massaro            |
| Channel VAS Championships Weybridge, Angleterre Homme : PSA Gold 106 000 $ - tableau                               | 16-21 octobre 2018           | Tarek Momen 8-11, 11-8, 7-11, 11-5, 11-9 (87 min)         | Ali Farag        | Diego Elías Karim Abdel Gawad | Joel Makin Paul Coll Tom Richards Saurav Ghosal                     |
| Carol Weymuller Open Brooklyn, États-Unis Femme : PSA Bronze 51 250 $ - tableau                                    | 17-22 octobre 2018           | Nour El Tayeb 11-8, 10-12, 11-6, 11-8 (50 min)            | Sarah-Jane Perry | Alison Waters Salma Hany      | Tesni Evans Amanda Sobhy Olivia Blatchford Clyne Joshna Chinappa    |
| Qatar Classic Doha, Qatar Homme : PSA Platinum 177 750 $ - tableau                                                 | 27 octobre - 2 novembre 2018 | Ali Farag 11-9, 11-7, 11-5 (46 min)                       | Simon Rösner     | Diego Elías Tarek Momen       | Mohamed El Shorbagy Paul Coll Joel Makin Karim Abdel Gawad          |

#### Novembre
| Tournoi | Date                     | Champion                                      | Finaliste         | Demi-finalistes                | Quart de finalistes                                                |
| --- | ------------------------ | --------------------------------------------- | ----------------- | ------------------------------ | ------------------------------------------------------------------ |
| QSF No.1 Doha, Qatar Homme : PSA Bronze 51 000 $ - tableau                                                        | 10-14 novembre           | Daryl Selby 11-9, 11-6, 11-6                  | Omar Mosaad       | George Parker Greg Lobban      | Joshua Masters Ivan Yuen Abdulla Al-Tamimi Raphael Kandra          |
| Hong Kong Open Hong Kong, Chine Homme : PSA Platinum 164 500 $ - tableau Femme : PSA Platinum 164 500 $ - tableau | 19-25 novembre           | Mohamed El Shorbagy 11-6, 11-7, 11-7 (39 min) | Ali Farag         | Tarek Momen Simon Rösner       | Paul Coll Mohamed Abouelghar Miguel Á. Rodríguez Karim Abdel Gawad |
| Hong Kong Open Hong Kong, Chine Homme : PSA Platinum 164 500 $ - tableau Femme : PSA Platinum 164 500 $ - tableau | 19-25 novembre           | Joelle King 11-4, 12-10, 19-17 (48 min)       | Raneem El Weleily | Sarah-Jane Perry Nouran Gohar  | Nour El Sherbini Nour El Tayeb Camille Serme Joey Chan             |
| Open du Pakistan Karachi, Pakistan Homme : PSA Bronze 53 000 $ - tableau                                          | 28 novembre - 2 décembre | Karim Abdel Gawad 11–4, 11–2, 11–8            | Diego Elías       | Nafiizwan Adnan Arturo Salazar | Ivan Yuen Karim El Hammamy Mazen Gamal Mostafa Asal                |

#### Décembre
| Tournoi                                                                                          | Date         | Champion                                             | Finaliste   | Demi-finalistes             | Quart de finalistes                                               |
| ------------------------------------------------------------------------------------------------ | ------------ | ---------------------------------------------------- | ----------- | --------------------------- | ----------------------------------------------------------------- |
| Black Ball Squash Open Le Caire, Égypte Homme : PSA Platinum 180 500 $ - tableau                 | 3-9 décembre | Karim Abdel Gawad 11-6, 14-12, 7-11, 11-8 (62 min)   | Ali Farag   | Tarek Momen Paul Coll       | Mohamed El Shorbagy Mohamed Abouelghar Simon Rösner Saurav Ghosal |
| Monte-Carlo Squash Classic Monte Carlo, Monaco Femme : PSA Challenger tour 20 18 000 $ - tableau | 3-5 décembre | Laura Massaro 11-9, 11-13, 11-9, 7-11, 11-3 (68 min) | Tesni Evans | Mayar Hany Millie Tomlinson | Samantha Cornett Olivia Fiechter Julianne Courtice Mélissa Alves  |

### 2019

#### Janvier
| Tournoi | Date                   | Champion                                                 | Finaliste           | Demi-finalistes                | Quart de finalistes                                                    |
| --- | ---------------------- | -------------------------------------------------------- | ------------------- | ------------------------------ | ---------------------------------------------------------------------- |
| CCI International Bombay, Inde Hommes : PSA Silver 70 000 $ - tableau                                                          | 8-12 janvier           | Tarek Momen 11-7, 7-11, 12-10, 10-12, 11-7 (80 min)      | Fares Dessouky      | Ramit Tandon James Willstrop   | Iker Pajares Bernabeu Saurav Ghosal Karim El Hammamy Mahesh Mangaonkar |
| Tournament of Champions New York, États-Unis Homme : PSA Platinum 180 000 $ - tableau Femme : PSA Platinum 180 000 $ - tableau | 16-24 janvier          | Ali Farag 10-12, 6-11, 11-6, 11-3, 11-8 (84 min)         | Mohamed El Shorbagy | Karim Abdel Gawad Tarek Momen  | Diego Elías Simon Rösner Omar Mosaad Paul Coll                         |
| Tournament of Champions New York, États-Unis Homme : PSA Platinum 180 000 $ - tableau Femme : PSA Platinum 180 000 $ - tableau | 16-24 janvier          | Nour El Sherbini 11-9, 11-8, 11-8 (38 min)               | Raneem El Weleily   | Joelle King Nour El Tayeb      | Nouran Gohar Camille Serme Alison Waters Salma Hany                    |
| Motor City Open Détroit, États-Unis Hommes : PSA Silver 70 000 $ - tableau                                                     | 29 janvier - 2 février | Mohamed Abouelghar 5-11, 11-6, 11-3, 4-11, 11-8 (55 min) | Diego Elías         | Marwan El Shorbagy Zahed Salem | Omar Mosaad Ryan Cuskelly Adrian Waller Miguel A. Rodríguez            |
| Cleveland Classic Cleveland, États-Unis Femmes : PSA Bronze 51 250 $ - tableau                                                 | 31 janvier - 4 février | Nour El Tayeb 11-5, 11-7, 9-11, 11-9 (55 min)            | Tesni Evans         | Alison Waters Victoria Lust    | Emily Whitlock Hollie Naughton Mariam Metwally Mayar Hany              |

#### Février
| Tournoi | Date                | Champion                                               | Finaliste     | Demi-finalistes                  | Quart de finalistes                                               |
| --- | ------------------- | ------------------------------------------------------ | ------------- | -------------------------------- | ----------------------------------------------------------------- |
| Open de Pittsburgh Pittsburgh, États-Unis Hommes : PSA Bronze 47 500 $ - tableau                                              | 6 - 10 février      | Grégoire Marche 11-9, 11-6, 10-12, 6-11, 11-5 (83 min) | Zahed Salem   | César Salazar Nicolas Müller     | Arturo Salazar Leo Au Mohd Nafiizwan Adnan Ramit Tandon           |
| Championnat du monde Manchester, Angleterre Homme : World Series 500 000 $ - tableau Femme : World Series 500 000 $ - tableau | 23 février - 2 mars | Ali Farag 11-5, 11-13, 13-11, 11-3 (79 min)            | Tarek Momen   | Mohamed El Shorbagy Simon Rösner | Miguel Ángel Rodríguez Marwan El Shorbagy Saurav Ghosal Paul Coll |
| Championnat du monde Manchester, Angleterre Homme : World Series 500 000 $ - tableau Femme : World Series 500 000 $ - tableau | 23 février - 2 mars | Nour El Sherbini 11-6, 11-5, 10-12, 15-13 (58 min)     | Nour El Tayeb | Raneem El Weleily Camille Serme  | Nouran Gohar Annie Au Joelle King Tesni Evans                     |

#### Mars
| Tournoi                                                                               | Date       | Champion                                                | Finaliste        | Demi-finalistes                       | Quart de finalistes                                          |
| ------------------------------------------------------------------------------------- | ---------- | ------------------------------------------------------- | ---------------- | ------------------------------------- | ------------------------------------------------------------ |
| Canada Squash Cup Toronto, Canada Hommes : PSA Silver 81 500 $ - tableau              | 3-7 mars   | Diego Elías 11-8, 6-11, 11-8, 8-11, 11-6 (98 min)       | Paul Coll        | Marwan El Shorbagy Mohamed Abouelghar | Tom Richards Yip Tsz Fung Declan James Ryan Cuskelly         |
| Canary Wharf Squash Classic Londres, Angleterre Hommes : PSA Gold 109 000 $ - tableau | 10–15 mars | Paul Coll 11-8, 12-10, 11-3 (64 min)                    | Tarek Momen      | Mohamed El Shorbagy Mathieu Castagnet | Declan James Ryan Cuskelly Joel Makin Fares Dessouky         |
| Black Ball Squash Open Le Caire, Égypte Femmes : PSA Gold 107 000 $ - tableau         | 11–15 mars | Raneem El Weleily 9-11, 11-2, 6-11, 11-1, 11-5 (53 min) | Nour El Sherbini | Nouran Gohar Joelle King              | Laura Massaro Hania El Hammamy Joshna Chinappa Camille Serme |
| Grasshopper Cup Zürich, Suisse Hommes : PSA Gold 110 000 $ - tableau                  | 26–31 mars | Mohamed El Shorbagy 11-8, 13-11, 11-8 (50 min)          | Tarek Momen      | Karim Abdel Gawad Mohamed Abouelghar  | Miguel A. Rodríguez Simon Rösner Saurav Ghosal Ali Farag     |
| Open du Texas Dallas, États-Unis Femmes : PSA Bronze 55 000 $ - tableau               | 26-31 mars | Amanda Sobhy 11-4, 11-2, 11-5 (23 min)                  | Victoria Lust    | Rachael Grinham Olivia Fiechter       | Sarah-Jane Perry Tinne Gilis Hollie Naughton Nadine Shahin   |

#### Avril
| Tournoi | Date             | Champion                                                 | Finaliste           | Demi-finalistes                | Quart de finalistes                                           |
| --- | ---------------- | -------------------------------------------------------- | ------------------- | ------------------------------ | ------------------------------------------------------------- |
| DPD Open Eindhoven, Pays-Bas Homme : PSA Gold 106 000 $ - tableau Femme : PSA Gold 106 000 $ - tableau                    | 9-14 avril 2019  | Ali Farag 11-13, 11-6, 11-4, 11-4 (46 min)               | Mohamed El Shorbagy | Simon Rösner Karim Abdel Gawad | Miguel Á. Rodríguez Declan James Paul Coll Marwan El Shorbagy |
| DPD Open Eindhoven, Pays-Bas Homme : PSA Gold 106 000 $ - tableau Femme : PSA Gold 106 000 $ - tableau                    | 9-14 avril 2019  | Raneem El Weleily 10-12, 9-11, 11-8, 11-8, 11-8 (65 min) | Nour El Sherbini    | Nour El Tayeb Camille Serme    | Amanda Sobhy Sarah-Jane Perry Laura Massaro Tesni Evans       |
| Open de Macao Macao, Chine Homme : PSA Bronze 54 400 $ - tableau Femme : PSA Bronze 54 400 $ - tableau                    | 10-14 avril 2019 | Diego Elías 11-3, 11-4, 11-9 (38 min)                    | Omar Mosaad         | Yip Tsz Fung Greg Lobban       | Max Lee Leo Au Eain Yow Ng Saurav Ghosal                      |
| Open de Macao Macao, Chine Homme : PSA Bronze 54 400 $ - tableau Femme : PSA Bronze 54 400 $ - tableau                    | 10-14 avril 2019 | Annie Au 11-5, 13-11, 11-8 (48 min)                      | Low Wee Wern        | Joshna Chinappa Zeina Mickawy  | Samantha Cornett Mayar Hany Joey Chan Nadine Shahin           |
| El Gouna International El Gouna, Égypte Homme : PSA Platinum 176 000 $ - tableau Femme : PSA Platinum 176 000 $ - tableau | 17-26 avril 2019 | Ali Farag 11-9, 12-10, 11-3 (46 min)                     | Karim Abdel Gawad   | Tarek Momen Fares Dessouky     | Paul Coll Simon Rösner Marwan El Shorbagy Mohamed El Shorbagy |
| El Gouna International El Gouna, Égypte Homme : PSA Platinum 176 000 $ - tableau Femme : PSA Platinum 176 000 $ - tableau | 17-26 avril 2019 | Raneem El Weleily 11-8, 7-11, 12-10, 11-6 (61 min)       | Nouran Gohar        | Amanda Sobhy Camille Serme     | Joelle King Nour El Tayeb Sarah-Jane Perry Nour El Sherbini   |

#### Mai
| Tournoi | Date               | Champion                                            | Finaliste             | Demi-finalistes                | Quart de finalistes                                              |
| --- | ------------------ | --------------------------------------------------- | --------------------- | ------------------------------ | ---------------------------------------------------------------- |
| Open de Manchester Manchester, Royaume-Uni Hommes : PSA silver 76 000 $ - tableau                               | 9-13 mai 2019      | Joelle King 11-8, 11-2, 11-4 (33 min)               | Tesni Evans           | Nour El Tayeb Amanda Sobhy     | Laura Massaro Sarah-Jane Perry Nouran Gohar Alison Waters        |
| Wimbledon Club Open Londres, Royaume-Uni Hommes : PSA bronze 51 250 $ - tableau                                 | 11-16 mai 2019     | Marwan El Shorbagy 13–11, 11–7, 11–6                | Iker Pajares Bernabeu | Mostafa Asal James Willstrop   | Baptiste Masotti Daryl Selby Lucas Serme Mahesh Mangaonkar       |
| British Open Hull, Angleterre Homme : PSA Platinum 162 000 $ - tableau Femme : PSA Platinum 162 000 $ - tableau | 20-26 mai 2019     | Mohamed El Shorbagy 11-9, 5-11, 11-5, 11-9 (66 min) | Ali Farag             | Paul Coll Karim Abdel Gawad    | Mohamed Abouelghar Mazen Hesham Simon Rösner Miguel A. Rodríguez |
| British Open Hull, Angleterre Homme : PSA Platinum 162 000 $ - tableau Femme : PSA Platinum 162 000 $ - tableau | 20-26 mai 2019     | Nouran Gohar 11-3, 11-8, 11-3 (30 min)              | Camille Serme         | Nour El Tayeb Sarah-Jane Perry | Raneem El Weleily Joelle King Nele Gilis                         |
| Torneo Internacional PSA Sporta Guatemala, Guatemala Hommes : PSA bronze 47 500 $ - tableau                     | 29 mai-2 juin 2019 | Miguel A. Rodríguez 10-12, 13-11, 11-5, 11-9        | Diego Elías           | César Salazar Alfredo Ávila    | Karim El Hammamy Chris Hanson Juan Camilo Vargas Arturo Salazar  |

#### Juin
| Tournoi | Date           | Champion                                         | Finaliste          | Demi-finalistes                 | Quart de finalistes                                       |
| --- | -------------- | ------------------------------------------------ | ------------------ | ------------------------------- | --------------------------------------------------------- |
| World Series Finals 2018-2019 Le Caire, Égypte Homme : World Series Finals 160 000 $ - tableau Femme : World Series Finals 160 000 $ - tableau | 9-14 juin 2019 | Karim Abdel Gawad 12–10, 11–6, 5–11, 8–11, 12–10 | Mohamed Abouelghar | Tarek Momen Mohamed El Shorbagy | Ali Farag Diego Elías Simon Rösner Paul Coll              |
| World Series Finals 2018-2019 Le Caire, Égypte Homme : World Series Finals 160 000 $ - tableau Femme : World Series Finals 160 000 $ - tableau | 9-14 juin 2019 | Raneem El Weleily 3–11, 8–11, 11–7, 11–4, 11–6   | Camille Serme      | Nour El Tayeb Nouran Gohar      | Nour El Sherbini Sarah-Jane Perry Tesni Evans Joelle King |

## Classements 2018
| Rang | Joueur                 | Pays             |
| 1    | Mohamed El Shorbagy    | Égypte           |
| 2    | Ali Farag              | Égypte           |
| 3    | Simon Rösner           | Allemagne        |
| 4    | Tarek Momen            | Égypte           |
| 5    | Karim Abdel Gawad      | Égypte           |
| 6    | Miguel Ángel Rodríguez | Colombie         |
| 7    | Paul Coll              | Nouvelle-Zélande |
| 8    | Marwan El Shorbagy     | Égypte           |
| 9    | Grégory Gaultier       | France           |
| 10   | Mohamed Abouelghar     | Égypte           |

| Rang | Joueuse           | Pays             |
| 1    | Raneem El Weleily | Égypte           |
| 2    | Nour El Sherbini  | Égypte           |
| 3    | Nour El Tayeb     | Égypte           |
| 4    | Joelle King       | Nouvelle-Zélande |
| 5    | Camille Serme     | France           |
| 6    | Sarah-Jane Perry  | Angleterre       |
| 7    | Laura Massaro     | Angleterre       |
| 8    | Nouran Gohar      | Égypte           |
| 9    | Alison Waters     | Angleterre       |
| 10   | Tesni Evans       | Pays de Galles   |

## Classements
| Rang | Joueur                 | Pays             |
| 1    | Ali Farag              | Égypte           |
| 2    | Mostafa Asal           | Égypte           |
| 3    | Diego Elías            | Pérou            |
| 4    | Paul Coll              | Nouvelle-Zélande |
| 5    | Mazen Hesham           | Égypte           |
| 6    | Karim Abdel Gawad      | Égypte           |
| 7    | Joel Makin             | Pays de Galles   |
| 8    | Tarek Momen            | Égypte           |
| 9    | Mohamed El Shorbagy    | Angleterre       |
| 10   | Marwan El Shorbagy     | Angleterre       |
| 11   | Youssef Soliman        | Égypte           |
| 12   | Victor Crouin          | France           |
| 13   | Aly Abou Eleinen       | Égypte           |
| 14   | Fares Dessouky         | Égypte           |
| 15   | Eain Yow Ng            | Malaisie         |
| 16   | Youssef Ibrahim        | Égypte           |
| 17   | Miguel Ángel Rodríguez | Colombie         |
| 18   | Leonel Cárdenas        | Mexique          |
| 19   | Dimitri Steinmann      | Suisse           |
| 20   | Greg Lobban            | Écosse           |

| Rang | Joueuse                 | Pays       |
| 1    | Nour El Sherbini        | Égypte     |
| 2    | Nouran Gohar            | Égypte     |
| 3    | Hania El Hammamy        | Égypte     |
| 4    | Olivia Weaver           | États-Unis |
| 5    | Nele Coll               | Belgique   |
| 6    | Tinne Gilis             | Belgique   |
| 7    | Georgina Kennedy        | Angleterre |
| 8    | Rowan Elaraby           | Égypte     |
| 9    | Sivasangari Subramaniam | Malaisie   |
| 10   | Amina Orfi              | Égypte     |
| 11   | Satomi Watanabe         | Japon      |
| 12   | Salma Hany              | Égypte     |
| 13   | Fayrouz Aboelkheir      | Égypte     |
| 14   | Nada Abbas              | Égypte     |
| 15   | Farida Mohamed          | Égypte     |
| 16   | Sarah-Jane Perry        | Angleterre |
| 17   | Sabrina Sobhy           | États-Unis |
| 18   | Sana Ibrahim            | Égypte     |
| 19   | Jasmine Hutton          | Angleterre |
| 20   | Amanda Sobhy            | États-Unis |

## Retraites
Ci-dessous, la liste des joueurs et joueuses notables (gagnants un titre majeur ou ayant fait partie du top 30 pendant au moins un mois) ayant annoncé leur retraite du squash professionnel, devenus inactifs ou ayant été bannis durant la saison 2018-2019:
- Nicol David  née le 26 août 1983 dans l'état de Penang, est une joueuse malaisienne de squash. Elle est huit fois championne du monde et no 1 mondiale pendant 108 mois consécutifs. Elle est désignée meilleure joueuse de tous les temps par la PSA[28]. Elle prend sa retraite sportive en mai 2019 au terme de la saison[29].
- Omneya Abdel Kawy  née le 15 août 1985 à Gizeh, rejoint le circuit pro en 1999, atteignant la quatrième place mondiale en octobre 2010. En 2003, elle est la première Égyptienne à devenir championne du monde junior[30]. Ce succès a un retentissement considérable et elle devient pour les jeunes Égyptiennes la joueuse à imiter et au début des années 2000, elle devient la première joueuse égyptienne à intégrer le top 5[31]. Elle se retire du circuit professionnel en novembre 2018[32].
- Misaki Kobayashi  née le 16 janvier 1990 à Tokyo, rejoint le circuit pro en 2005, atteignant la 29e place mondiale en janvier 2014. Elle est championne du Japon de 2009 à 2016 sans interruption[33]. Elle se retire du circuit professionnel en fin d'année 2018[34].
- Ramy Ashour  né le 30 septembre 1987 au Caire, est une des légendes du jeu, triple champion du monde, vainqueur du British Open et ancien no 1 mondial. En avril 2019, il annonce sa retraite sportive[35],[36].
- Jenny Duncalf née le 10 novembre 1982 à Haarlem, est une joueuse anglaise de squash. Elle atteint la deuxième place mondiale en décembre 2009 et s'y maintient durant 29 mois consécutifs, un record. Elle souffre durant sa carrière de l'hégémonie de Nicol David qu'elle affronte par 37 reprises, s'inclinant 35 fois.  En mai 2019, elle annonce que le British Open sera le dernier tournoi de sa carrière[37].
- Laura Massaro née le 2 novembre 1983 à Great Yarmouth, est une joueuse anglaise de squash. Elle est championne du monde en 2013 et devient la troisième Anglaise (et la première depuis 2004) à se hisser au sommet du classement mondial[38],[39]. Elle remporte également deux fois le British Open. Elle annonce sa retraite en mai 2019 après le British Open[40].
- Fiona Moverley née le 25 janvier 1987 à Kingston-upon-Hull, rejoint le circuit pro en 2005, atteignant la 21e place mondiale en janvier 2018. Elle prend sa retraite sportive en mai 2019 au terme de la saison.
- Olli Tuominen, né le 15 avril 1979 à Helsinki, rejoint le circuit pro en 1997, atteignant en février 2006 la treizième place mondiale sur le circuit international. Il est champion d'Europe individuel en 2012 et champion de Finlande à dix-sept reprises entre 2000 et 2017, un record[41]. Il prend sa retraite sportive en 2019 à l'âge de 40 ans[42].
- Mohd Nafiizwan Adnan, né le 24 avril 1986 à Kuala Terengganu, rejoint le circuit pro en 2003, atteignant en mai 2017, la 26e place mondiale sur le circuit international. Il est champion d'Asie en 2011. Il annonce sa retraite sportive en mai 2019[43].
- Mohamed Reda, né le 16 avril 1989 au Caire, rejoint le circuit en 2005 atteignant en octobre 2011 la 23e place mondiale sur le circuit international. Il annonce sa retraite sportive en juillet 2019[44].